# Estadio José del Cuvillo
El estadio José del Cuvillo es el estadio del club de fútbol del Racing Club Portuense en El Puerto de Santa María (Cádiz) España. Iniciando su construcción a principios de los años 70 e inaugurado el 20 de agosto de 1972 en un partido entre el Racing Club Portuense y el Real Madrid, que se saldó con la victoria de los madrileños por 2 goles a 1. Significó, además, la inauguración del Trofeo Ciudad de El Puerto.
El nombre es un homenaje a José del Cuvillo, antiguo presidente de la entidad y pieza clave para el futuro del Racing Club Portuense, comprometido impulsor del racinguismo tanto en lo deportivo como en lo social.
Ha acogido importantes encuentros, recibiendo a multitud de equipos entre los que destacan el Real Madrid, Real Betis, Cádiz C.F., Real Jaén., Xerez C.D., San Fernando C.D., Rayo Vallecano, así como el Partido de las Estrellas, con una selección de estrellas gaditanas que impulsaron un partido benéfico en favor de la supervivencia del Club.
La capacidad original del estadio era de 8600 personas pero debido a que la parte más grande del estadio se encuentra inhabilitada su capacidad se redujo a mil personas.